# Herwart Fischer
Herwart Victor Gottlieb Fischer (* 26. Juli 1885 in Boitzenburg (Uckermark); † 13. März 1938 in Babelsberg) war ein deutscher Rechtsmediziner und Hochschullehrer in Würzburg.

## Leben
Herwart Fischer war Sohn des Boitzenburger Apothekers Carl Hermann Leo Fischer und dessen Frau Edith Gertrud Margarethe Fischer, geb. Heyroth, beide evangelischer Konfession. Er besuchte als Schüler das Domgymnasium Naumburg. Nach dem Abitur studierte er ab 1904 Medizin an der Philipps-Universität Marburg. 1905 wurde er im Corps Hasso-Nassovia aktiv. Als Inaktiver wechselte er an die Rheinische Friedrich-Wilhelms-Universität Bonn und die Ludwig-Maximilians-Universität München, an die er nach einem Zwischenaufenthalt in Paris zurückkehrte. Mitte Mai 1910 legte er das Staatsexamen in Bonn ab. Im selben Jahr kam er wegen eines Duells in Festungshaft in Wesel. Am 1. Oktober 1911 wurde er als Arzt approbiert. Daraufhin arbeitete er kurzfristig in Paderborn in den von Bodelschwinghschen Anstalten Bethel (1911) und als Volontärassistent in der Bonner Pathologie (1912). 1912 wurde er zum Dr. med. promoviert. 1913 arbeitete er im Krankenhaus von Kleinwechsungen.

### Erster Weltkrieg
Nachdem Fischer im Herbst 1911 im Infanterie-Regiment Nr. 158 (Paderborn)  gedient hatte, nahm er für die gesamte Dauer des Ersten Weltkriegs an diesem als Sanitätsoffizier teil. Vom 2. September 1914 bis zum 11. Februar 1915 diente er als Kriegsfreiwilliger und Unterarzt in (Meiningen) bei Res. I./Regiment 233 der 51. Reserve-Division (Deutsches Kaiserreich), vom 12. Februar bis 25. Juni 1915 als Assistenzarzt d. R. im Feldlazarett 10 des VI. Armeekorps, im Juni/Juli 1915 im Fußartillerie-Regiment 4, anschließend bis zum 30. Juni 1916 im Grenadier-Regiment 11. Vom 1. Juli bis zum 12. Oktober 1916 befand er sich in französischer Kriegsgefangenschaft. Im März/April 1917 darauf war er wieder im Heereseinsatz als Abteilungs-Arzt der Funkerersatz-Abteilung 1. Danach diente er bis zum 30. Januar 1920 (weit über das Kriegsende hinaus) im Festungslazarett Breslau, seit dem 23. November 1917 als Oberarzt d. R. Dort schloss er sich einem Freikorps an.

### Ostpreußen und Breslau
Nach dem 1919 erfolgten Staatsärztlichen Examen in Berlin wandte Fischer sich der Rechtsmedizin zu. 1920 war er Kreisassistenzarzt und Chefarzt der Quarantänestation in Prostken in Ostpreußen. Vom 1. Mai 1920 bis zum 30. April 1925 war er Gerichtsarzt im Einzugsbereich der Landgerichtsbezirke Breslau, Brieg sowie Oels und Assistent am gerichtsärztlichen Institut der Schlesischen Friedrich-Wilhelms-Universität, zunächst unter Adolf Lesser und nach dessen Tod unter Georg Puppe. Seit dem 1. Dezember 1921 war er Preußischer Gerichtsmedizinalrat. Nachdem er sich Anfang Juli 1923 habilitiert hatte, wurde er am 12. Juli 1923 Privatdozent für Gerichtliche und Soziale Medizin an der Universität Breslau.
1919 trat er in die Deutschnationale Volkspartei (DNVP) ein (Ortsgruppe Breslau), deren Mitglied er bis 1921 blieb. 1922 spaltete sich die noch radikalere Deutschvölkische Freiheitspartei (DVFP) von der DNVP ab, der sich Fischer anschloss und bis zu ihrer Auflösung ein Mitglied blieb.
Fischer heiratete die Tochter seines Lehrers Liselotte Puppe. Am 15. Mai 1920 wurde er Corpsschleifenträger der Rhenania Bonn.

### Würzburg
Zum 1. Mai 1925 wurde er als außerordentlicher, d. h. nicht verbeamteter Professor und Vorstand des Instituts für Gerichtliche und Soziale Medizin an die Universität Würzburg berufen. Nebenamtlich versah er bis 1930 die gerichtsärztlichen Geschäfte am Landgericht Würzburg. Am 18. März 1931 bekam er die ordentliche Professur für Gerichtliche und Soziale Medizin.
Zum 1. September 1930 trat Fischer der NSDAP bei (Mitgliedsnummer 299.048), bereits zweieinhalb Jahre vor der Machtergreifung Hitlers. Später war er Gauobmann im NS-Ärztebund für Unterfranken. Fischer, der am 29. Juli 1932 vor der Reichstagswahl mit 50 weiteren Hochschullehrern für die Wahl der NSDAP warb, war nach der Machtübergabe an die Nationalsozialisten  mit Hans Reiter und Franz Wirz an Plänen für ein reformiertes Medizinstudium beteiligt.
Von den 145 Würzburger Hochschullehrern war Fischer einer von zwei gewesen, die 1933 den Reichstagswahlkampf der NSDAP durch ihre Unterschrift unterstützten, der andere war der Chemiker Wilhelm Jander.
Fischer wurde am 28. August mit Wirkung vom 15. Oktober 1933 zum Rektor der Universität Würzburg ernannt. Nachträglich fand er die einhellige Zustimmung des Senats als ein von der „allgemeinen Stimmung des Lehrkörpers“ wohl gewünschter neuer Rektor. Fischer führte das Rektorat im Geist des Führerprinzips. Von November 1933 bis Dezember 1934 war er außerdem Führer des Reichsverbandes der Deutschen Hochschulen.
Am 30. November 1934 wurde er vom Amt suspendiert, weil er wegen eines Sittlichkeitsdelikts nach § 174 Ziff. 1 StGB angeklagt und in Untersuchungshaft genommen worden war. Das Landgericht Würzburg verurteilte ihn am 1. Juni 1935 zu anderthalb Jahren Gefängnis. Zudem wurde ihm die Bekleidung öffentlicher Ämter auf drei Jahre untersagt. Der 1. Strafsenat des Reichsgerichts bestätigte das Urteil am 20. August 1935. Der Haftbefehl gegen Fischer wurde nicht vollzogen. Kurz darauf wurde er am 24. August 1935 offiziell aus dem Hochschuldienst entlassen und sein Parteiausschluss vom 1. Juni 1935 durch das mainfränkische Gaugericht am 12. September 1935 nach einem Verfahren vor dem Obersten Parteigericht der NSDAP bestätigt. Im  März 1938 starb Fischer im Alter von 53 Jahren.

## Ehrungen
- Eisernes Kreuz II. und I. Klasse
- Rote Kreuz-Medaille (Preußen) 3. Klasse
- Kreuz für Verdienste im Kriege (Sachsen-Meiningen)
- Schlesisches Bewährungsabzeichen 2. und 1. Klasse